# Теміргалієв Рустам Ільмирович
Рустам Ільмирович Теміргалієв (нар. 15 серпня 1976 року, Улан-Уде, РРФСР) — колишній український політик, зараз російський політик.
Перший заступник голови ради міністрів окупаційної влади Криму (з 27 лютого 2014 по 11 червня 2014 року). Радник голови Ради міністрів Республіки Крим Російської Федерації (з 11 червня по 29 липня 2014 року). Перший заступник Голови Ради міністрів АРК, депутат Верховної Ради Криму 6 скликання. Генеральний директор Російсько-китайського Інвестиційного Фонду регіонального розвитку з 8 серпня 2018 року. Член партії Єдина Росія.
За національністю — волзький татарин.

## Життєпис

Країни, де Темиргалієв під санкціями

1998 року отримав вищу освіту, закінчивши Київський національний економічний університет за спеціальністю «економіст». Кандидат наук у сфері державного управління.
Трудову діяльність розпочав 1998 року викладачем економічної політики в Кримському інституті економіки та господарського права.
З 2002 до 2003 року — головний спеціаліст Кримського регіонального управління Державної інноваційної компанії.
З 2003 до 2004 року — заступник голови Республіканського комітету АРК у справах сім'ї та молоді.
З 2004 до 2005 року — радник Голови Ради міністрів Автономної Республіки Крим.
З 2005 до 2008 року — аспірант Національної академії державного управління при Президентові України.
З 2009 року — докторант Національної академії державного управління при Президентові України.
В 2009 році — керівник виборчого блоку «Острів Крим»
В 2010 був обраний депутатом Верховної Ради Криму 6 скликання від Партії регіонів по багатомандатному виборчому окрузі.
З 16 листопада 2010 року — голова Постійної комісії Верховної Ради Автономної Республіки Крим з питань зовнішньоекономічних зв'язків та інвестиційної політики.
З 16 лютого 2011 року до 27 березня 2013 року — голова Постійної комісії ВР АРК з питань санаторно-курортного комплексу, туризму та підприємництва.
27 лютого 2014 — Верховна Рада АРК ухвалила рішення «Про висловлення недовіри Раді міністрів АРК і припинення його діяльності». Після початку тимчасової анексії Криму Росією Теміргалієв став заступником голови «ради міністрів» Криму Сергія Аксьонова. Звільнений 11 червня 2014 року.
З 11 червня по 29 липня 2014 року — позаштатний радник голови ради міністрів окупаційної влади Криму Сергія Аксьонова.
2015—2017 — заступник голови ради директорів корпорації розвитку Далекого Сходу, радник директора фонду розвитку Далекого Сходу.
З 8 серпня 2018 року — генеральний директор Російсько-Китайського Інвестиційного Фонду Регіонального Розвитку.

## Санкції
17 березня 2014 року Теміргалієв занесений Євросоюзом до санкційного списку осіб, у яких у ЄС заморожуються активи і щодо яких введено візові обмеження за "лобіювання інтеграції Криму до складу Російської Федерації".
11 квітня 2014 року потрапив під санкції США.
Також перебуває під санкціями Великої Британії, Канади, Австралії, України, Японії та Швейцарії.